# Aleurocerus ceriferus
Aleurocerus ceriferus là một loài côn trùng cánh nửa trong họ Aleyrodidae, phân họ Aleyrodinae.
Aleurocerus ceriferus được Sampson & Drews miêu tả khoa học đầu tiên năm 1941.